# Puea Thai
Puea Thai o Phak Pheu Thai (en tailandés: พรรคเพื่อไทย, español: Partido por Tailandia) es un partido político de centro de Tailandia, fundado formalmente en septiembre de 2008, cuando los dirigentes del Partido del Poder del Pueblo (PPP) tuvieron conciencia de que en breve plazo el Tribunal Constitucional de Tailandia podría declarar ilegal dicha formación por fraude electoral en las elecciones de 2007.
El Puea Thai es heredero, a su vez, del también disuelto partido del ex primer ministro, Thaksin Shinawatra, el Thai Rak Thai. Finalmente, el Partido del Poder del Pueblo fue disuelto junto a otras formaciones políticas que apoyaban el gobierno de Tailandia, el 2 de diciembre de 2008.
A la nueva formación se sumaron un buen número de diputados del PPP que no estaban incursos en causa de incapacitación para el ejercicio de la actividad política según la sentencia del Tribunal Constitucional. El 3 de diciembre de 2008, 80 exdiputados del PPP habían completado el proceso de adhesión al nuevo partido. La ejecutiva de la nueva formación fue elegida el 7 de diciembre, siendo nominado como líder de la formación Yongyuth Wichaidit.
En la elección para nuevo primer ministro, el partido presentó como candidato a Pracha Promnok, sin más apoyo que el propio, y perdió la votación en la Asamblea Nacional frente al líder opositor hasta entonces, Abhisit Vejjajiva, por 198 frente a 235 votos.
Para las elecciones generales de 2011 fue nombrada candidata y líder, Yingluck Shinawatra, empresaria y hermana de Thaksin, venciendo al hasta entonces primer ministro, Somchai Wongsawat, al obtener 263 escaños frente a 162 del Partido Demócrata.

## Historial electoral

### Cámara de Representantes
| Año  | Votos      | %     | Escaños |
| ---- | ---------- | ----- | ------- |
| 2011 | 15 744 190 | 48,41 | 265/500 |
| 2019 | 7 920 630  | 21,92 | 136/500 |
| 2023 | 10 865 836 | 29,37 | 141/500 |